# La Chapelle-aux-Filtzméens

La Chapelle-aux-Filtzméens este o comună în departamentul Ille-et-Vilaine, Franța. În 1 ianuarie 2022 avea o populație de 825 de locuitori.